# Noussair Mazraoui
Noussair Mazraoui (Leiderdorp, Países Bajos, 14 de noviembre de 1997) es un futbolista marroquí. Juega en la demarcación de defensa para el Manchester United F. C. de la Premier League de Inglaterra.

## Trayectoria
Tras empezar a formarse como futbolista en el AVV Alphen, y posteriormente en el Alphense Boys, finalmente en 2006 se fue a la disciplina del AFC Ajax. Durante diez años estuvo ascendiendo de categorías hasta que en 2016 finalmente subió al segundo equipo, el Jong Ajax. Jugó en la Eerste Divisie durante dos temporadas, donde llegó a anotar doce goles en 55 partidos. El 4 de febrero de 2018 subió al primer equipo, haciendo su debut en un partido contra el NAC Breda tras sustituir a David Neres en el minuto 89.
El 24 de mayo de 2022 el Bayern de Múnich anunció su fichaje a coste cero para las siguientes cuatro temporadas una vez finalizara su contrato con el equipo de Ámsterdam en el mes de junio. En las dos primeras disputó 55 encuentros, en los que marcó un gol y dio ocho asistencias, y conquistó una Bundeslia y una Supercopa de Alemania.
El 13 de agosto de 2024 el Manchester United anunció su fichaje para los siguientes cuatro años por 15 millones de euros. En octubre de ese mismo año fue operado del corazón debido a una arritmia.

## Selección nacional
Tras jugar con la selección de fútbol sub-20 de Marruecos, finalmente el 8 de septiembre de 2018 hizo su debut con la selección absoluta en un encuentro de clasificación para la Copa Africana de Naciones de 2019 contra Malaui que finalizó con un resultado de 3-0 a favor del combinado marroquí tras los goles de Hakim Ziyech y un doblete de Youssef En-Nesyri.

### Participaciones en Copas del Mundo
| Mundial      | Sede  | Resultado     | Partidos | Goles |
| ------------ | ----- | ------------- | -------- | ----- |
| Mundial 2022 | Catar | Cuarto puesto | 5        | 0     |

## Estadísticas

### Clubes
Actualizado al último partido disputado el 25 de mayo de 2025.
| Club                               | Div.          | Temporada     | Liga  | Liga  | Copas nacionales | Copas nacionales | Copas internacionales | Copas internacionales | Total | Total |
| Club                               | Div.          | Temporada     | Part. | Goles | Part.            | Goles            | Part.                 | Goles                 | Part. | Goles |
| ---------------------------------- | ------------- | ------------- | ----- | ----- | ---------------- | ---------------- | --------------------- | --------------------- | ----- | ----- |
| Jong Ajax · Países Bajos           | 2.ª           | 2016-17       | 33    | 6     | —                | —                | —                     | —                     | 33    | 6     |
| Jong Ajax · Países Bajos           | 2.ª           | 2017-18       | 22    | 6     | —                | —                | —                     | —                     | 22    | 6     |
| Ajax de Ámsterdam · Países Bajos   | 1.ª           | 2017-18       | 8     | 0     | 0                | 0                | 0                     | 0                     | 8     | 0     |
| Ajax de Ámsterdam · Países Bajos   | 1.ª           | 2018-19       | 28    | 1     | 3                | 1                | 17                    | 2                     | 48    | 4     |
| Jong Ajax · Países Bajos           | 2.ª           | 2019-20       | 1     | 0     | —                | —                | —                     | —                     | 1     | 0     |
| Jong Ajax · Países Bajos           | Total club    | Total club    | 56    | 12    | 0                | 0                | 0                     | 0                     | 56    | 12    |
| Ajax de Ámsterdam · Países Bajos   | 1.ª           | 2019-20       | 13    | 0     | 1                | 0                | 6                     | 0                     | 20    | 0     |
| Ajax de Ámsterdam · Países Bajos   | 1.ª           | 2020-21       | 19    | 0     | 1                | 0                | 6                     | 1                     | 26    | 1     |
| Ajax de Ámsterdam · Países Bajos   | 1.ª           | 2021-22       | 25    | 5     | 2                | 0                | 8                     | 0                     | 35    | 5     |
| Ajax de Ámsterdam · Países Bajos   | Total club    | Total club    | 93    | 6     | 7                | 1                | 37                    | 3                     | 137   | 10    |
| Bayern de Múnich · Alemania        | 1.ª           | 2022-23       | 19    | 1     | 2                | 0                | 5                     | 0                     | 26    | 1     |
| Bayern de Múnich · Alemania        | 1.ª           | 2023-24       | 19    | 0     | 2                | 0                | 8                     | 0                     | 29    | 0     |
| Bayern de Múnich · Alemania        | Total club    | Total club    | 38    | 1     | 4                | 0                | 13                    | 0                     | 55    | 1     |
| Manchester United F. C. Inglaterra | 1.ª           | 2024-25       | 37    | 0     | 6                | 0                | 14                    | 0                     | 57    | 0     |
| Manchester United F. C. Inglaterra | Total club    | Total club    | 37    | 0     | 6                | 0                | 14                    | 0                     | 57    | 0     |
| Total carrera                      | Total carrera | Total carrera | 224   | 19    | 17               | 1                | 64                    | 3                     | 305   | 23    |

## Palmarés

### Títulos nacionales
| Título                        | Club             | País         | Año  |
| ----------------------------- | ---------------- | ------------ | ---- |
| Copa de los Países Bajos      | A. F. C. Ajax    | Países Bajos | 2019 |
| Eredivisie                    | A. F. C. Ajax    | Países Bajos | 2019 |
| Supercopa de los Países Bajos | A. F. C. Ajax    | Países Bajos | 2019 |
| Copa de los Países Bajos      | A. F. C. Ajax    | Países Bajos | 2021 |
| Eredivisie                    | A. F. C. Ajax    | Países Bajos | 2021 |
| Eredivisie                    | A. F. C. Ajax    | Países Bajos | 2022 |
| Supercopa de Alemania         | Bayern de Múnich | Alemania     | 2022 |
| 1. Bundesliga                 | Bayern de Múnich | Alemania     | 2023 |

### Distinciones individuales
| Distinción                          | Año  |
| ----------------------------------- | ---- |
| Talento del año en los Países Bajos | 2018 |
| Talento del año del A. F. C. Ajax   | 2019 |

## Controversias
En mayo de 2023 apoyó a su compatriota Zakaria Aboukhlal, quien se rehusó a llevar una camiseta en apoyo a la comunidad LGBT, con un comentario en la red social de Instagram. En el siguiente partido de local del Bayern de Múnich ante el R. B. Leipzig, los aficionados mostraron diversas pancartas pidiéndole a Mazraoui que respetara los valores del club.
En octubre de ese mismo año, durante el conflicto israelí-palestino, Mazroui compartió un video a través de la red social Instagram deseando «la victoria de nuestros hermanos oprimidos en Palestina», lo que fue recibido con críticas por parte de Johannes Steiniger, miembro del Bundestag, quien exigió su extradición del país. Mazraoui luego enfatizó que estaba en contra de todo tipo de terrorismo, odio y violencia. Algunos días después, después de una conversación personal con Mazraoui, el Bayern anunció que no habría consecuencias. Después de un partido de la Liga de Campeones contra el Galatasaray en Estambul, los funcionarios del club sostuvieron conversaciones con Mazraoui y su compañero de equipo Daniel Peretz, de nacionalidad israelí; además, el primero expresó su disposición a reunirse con miembros de Makkabi Deutschland.[cita requerida]